# Gersthofen
Gersthofen là một đô thị tại huyện Augsburg, bang Bayern nước Đức. Đô thị Gersthofen có diện tích 33,95 km², dân số thời điểm ngày 31 tháng 12 năm 2006 là 20.188 người. Đô thị này tọa lạc bên tả ngạn sông Lech, khoảng 7 km về phía bắc Augsburg.